# Stimulation vagale

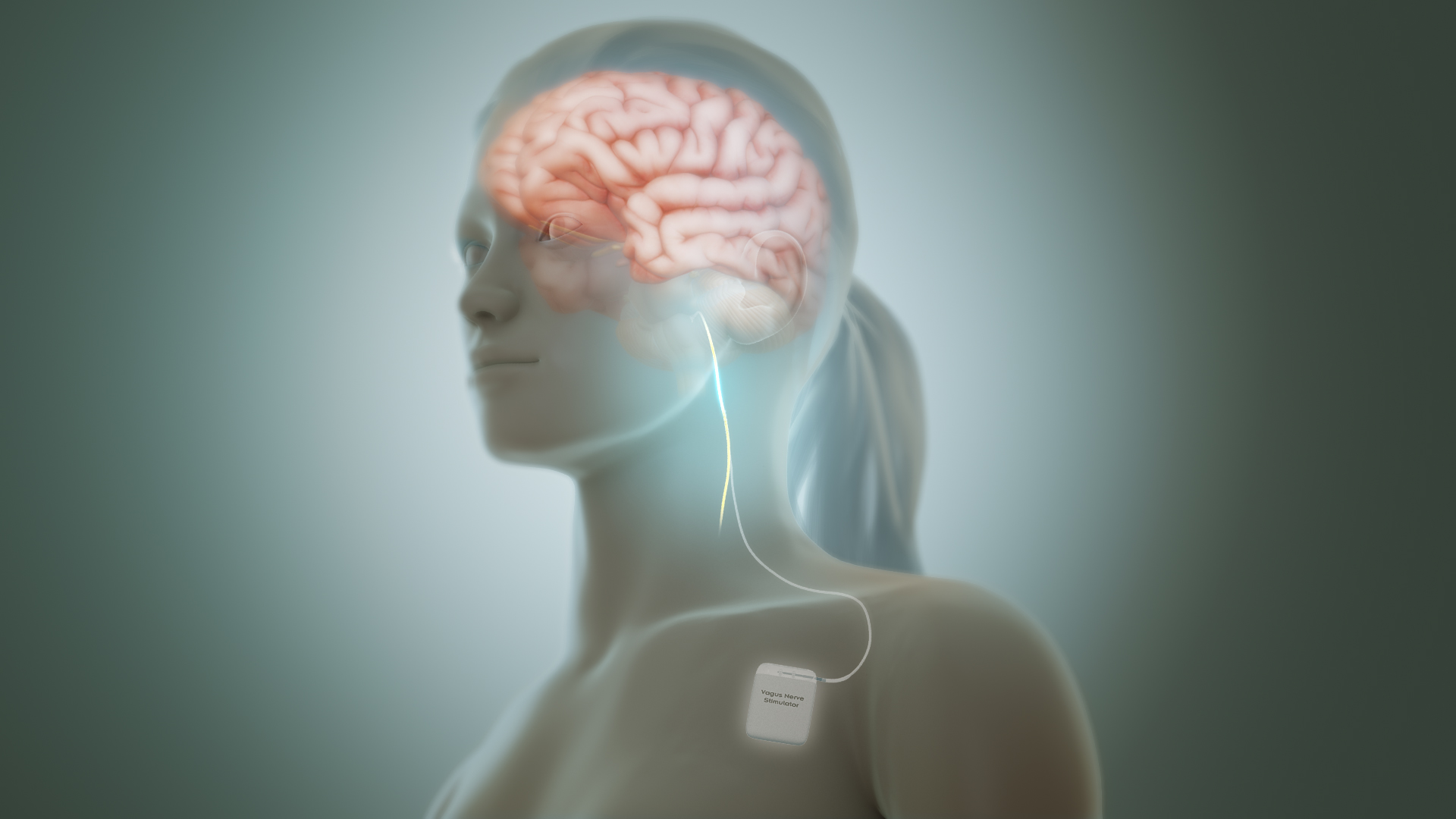
Processus de stimulation médicale du nerf vague

La stimulation vagale ou stimulation neuro-vagale (SNV ou VNS pour « vagus nerve stimulation » en anglais) consiste à exciter électriquement le nerf vague ou nerf pneumogastrique, via un stimulateur implanté sous la peau ou via un stimulateur externe agissant par voie transcutanée (par exemple au niveau de la branche auriculaire). 
Cette méthode aurait pour effet d'améliorer notablement certaines dépressions résistantes aux traitements médicamenteux et permettrait aussi de lutter contre les douleurs pelviennes, les douleurs liées à la fibromyalgie, les troubles gastriques et intestinaux (intestin irritable, côlon irritable, colite), les migraines chroniques, ainsi que certaines épilepsies réfractaires aux traitements classiques. En 2011, une étude démontrait un soulagement des acouphènes chez les rats, amenant différentes études chez l'Homme.
Le 25 septembre 2017, une équipe de chercheurs français de l'Institut des sciences cognitives Marc-Jeannerod de Lyon a annoncé avoir redonné un début de conscience à un patient en état végétatif depuis quinze ans grâce à la stimulation du nerf vague,,,,. Le patient a plus tard succombé à une infection sans lien apparent avec la stimulation.

## Manœuvres vagales
Il existe différentes manœuvres vagales qui tendent à augmenter le tonus vagal.

## SNV par implantation chirurgicale d'un stimulateur
Depuis les années 2000, la stimulation du nerf vague est appliquée chez des patients souffrant de dépression ou d’épilepsie réfractaires, via un simple dispositif de type pacemaker. L’ajout, dans l’appareil, d’un algorithme qui permet la détection automatique des crises et qui fournit ainsi une stimulation dès qu'une crise est détectée. La détection des crises s’effectue par l’enregistrement continu du rythme cardiaque et par la détection d’une forme spécifique de tachycardie apparaissant lors d'une crise épileptique.
Le mécanisme d’action de la SNV n'est pas encore complètement élucidé, ses nombreux effets impliquent divers neurotransmetteurs et différentes structures cérébrales. La SNV exerce une influence sur la plasticité du cerveau, sur le système nerveux autonome et sur le processus inflammatoire. Ceci a conduit à de nouvelles indications, comme la réadaptation après un AVC, l’insuffisance cardiaque chronique ou la polyarthrite rhumatoïde. 
La version invasive de la stimulation du nerf vague (SNV) est une forme de neurostimulation par laquelle le nerf vague au niveau du cou est stimulé au moyen d’une électrode circulaire connectée à un générateur d’impulsions implanté dans la région sous-claviculaire. Au cours des deux dernières décennies, la SNV est devenue une valeur fixe dans les options de traitement de l’épilepsie réfractaire et de la dépression.

### Epilepsie réfractaire
Chez environ un tiers des patients épileptiques, l’instauration d’un traitement antiépileptique ne parvient pas à supprimer les crises, ils constituent donc le groupe des patients atteints d’épilepsie réfractaire. Ces patients sont généralement renvoyés pour une prise en charge pré-opératoire. S’ils ne sont pas éligibles à la chirurgie résective, il convient d’envisager un traitement par neurostimulation, entre autres par la SNV. Des études à long terme démontrent qu’environ un tiers des patients soumis à un traitement par SNV atteint une réduction des crises d’au moins 50 %, qu’un tiers présente une réduction des crises inférieure à 50 % tandis que le troisième tiers ne bénéficie d’aucun effet. Par ailleurs, des études démontrent que la SNV, indépendamment de son effet sur la fréquence des crises, exerce également un effet positif sur la cognition et sur l’humeur.
Les dispositifs de SNV de la première génération fonctionnent suivant un système « en boucle ouverte » (open-loop), avec une administration intermittente de la stimulation selon un cycle programmable. En outre, les appareils disposent d’une option magnétique qui permet, si nécessaire, d’administrer une stimulation supplémentaire en déplaçant un aimant sur le générateur d’impulsions.  
Cependant, il n’est pas possible pour certains patients d’utiliser cet aimant de manière autonome ou en temps opportun. Dans ce cas, un système de détection automatique des crises fournit une stimulation dès qu’une crise est enregistrée. Étant donné qu’environ 82 % des patients épileptiques présentent une forme spécifique de tachycardie lors d’une crise, cette tachycardie ictale peut être utilisée comme déclencheur de la stimulation automatique. Le générateur d’impulsions AspireSR est le premier[réf. nécessaire] dispositif de SNV incluant un tel algorithme de détection. 
Celui-ci consiste à comparer en continu le rythme cardiaque enregistré avec la valeur moyenne du rythme cardiaque de fond sur une période de cinq minutes. Lorsque ce rapport dépasse un certain seuil programmable pendant au moins une seconde, une stimulation du nerf vague est administrée. La sensibilité de ce système de détection des crises est de plus de 80 %, avec un nombre d’enregistrements faux positifs variant de 0,5 à 7,2 par heure. Chaque stimulation automatique est suivie d’une pause visant à limiter la stimulation excessive.
Cette technique amène une diminution potentielle de la gravité des crises et une amélioration de la qualité de vie, une étude rétrospective récente indique une réduction des crises de plus de 50 % chez 59 % des patients traités en moyenne pendant 13 mois.
L’appareil de SNV le plus récent pour le traitement de l’épilepsie réfractaire, le système de SNV SenTiva™, comprend également cet algorithme de détection automatique, en plus d'un certain nombre d’options plus avancées qui simplifient son utilisation pour le patient et le médecin-traitant, comme la programmation assistée, l’augmentation posologique automatique et le réglage de programmes distincts pour le jour et la nuit. Ce système permettrait également d’administrer à l’avenir de nouvelles formes de stimulation telles que la stimulation « en rafales » (burst stimulation). Enfin, ce dispositif est plus petit que son prédécesseur, ce qui constitue surtout un avantage pour les patients épileptiques pédiatriques qui sont éligibles au traitement par SNV. Toutefois, à ce jour, ce système n’est toujours pas remboursé en Belgique.

### Nouvelles indications pour la stimulation invasive du nerf vague

#### Rééducation post AVC
La SNV entraîne un apport accru de noradrénaline et d’acétylcholine, des neurotransmetteurs qui facilitent la réorganisation des réseaux corticaux. Associer la SNV à une réadaptation ciblée pourrait ainsi entraîner une augmentation de la plasticité du cortex moteur en fonction de la tâche à accomplir, améliorant la réadaptation après un AVC.
En 2016, une première étude chez 21 patients ayant subi un AVC ischémique avec limitation fonctionnelle modérée à sévère du membre supérieur ont été randomisés pour recevoir soit un traitement par SNV associé à une réadaptation, soit seulement la réadaptation. La stimulation a été réalisée avec le dispositif Vivistim® (Microtransponder, Dallas, Texas, États-Unis). Il s’agit d’un dispositif de SNV implantable utilisé en association avec un logiciel appelé Stroke Application Programming Software. Ce logiciel spécifique permet de programmer les paramètres à volonté et d’administrer la stimulation à l’aide d’un bouton-poussoir, lorsque le patient effectue un exercice spécifique. Cette étude a montré une amélioration significativement plus importante de la fonctionnalité du membre supérieur. Les effets indésirables résultant de l’intervention et de la stimulation ont été comparables à ceux observés avec les dispositifs de SNV plus anciens.
En 2019, une deuxième étude est menée dans 15 centres auprès de 120 patients ayant subi un AVC. Les résultats de l’étude complète sont attendus en 2021.

#### Acouphènes, stress post-traumatique et autisme
Cette méthode de SNV, en association avec une tâche spécifique à réaliser par le patient, a pour nom « paired vagus nerve stimulation ». En plus des applications dans la réadaptation, cette technique est à l’étude au cours des années 2010 pour traiter les acouphènes, le syndrome de stress post-traumatique et l’autisme.

#### Insuffisance cardiaque chronique
La stimulation de la branche droite du nerf vague est étudiée dans l’insuffisance cardiaque chronique. Cette indication repose sur les effets autonomes de la SNV qui  y augmente l’activité parasympathique. Les résultats contradictoires, sans effet significatif sur la mortalité et avec un effet variable sur les paramètres du remodelage cardiaque, ont toutefois un effet positif sur la qualité de vie,,,.

#### Polyarthrite rhumatoïde et autres affections inflammatoires
Enfin, en raison de ses propriétés anti-inflammatoires, l’utilisation de la SNV est également étudiée dans la polyarthrite rhumatoïde, avec des résultats prometteurs dans une première étude menée chez l’homme, ce qui pourrait étendre son utilisation à d’autres affections inflammatoires.

## SNV non invasives
Apparaissent depuis peu des technologies transcutanées (SNVt), donc non invasives, capables de stimuler le nerf vague ou un de ses rameaux, visant à obtenir la même efficacité qu’avec un dispositif implanté chirurgicalement, mais sans les risques ni les effets secondaires associés à l’intervention. Cela permet également d’identifier de manière non invasive les futurs bons répondeurs et donc de n’implanter en sous-cutané un boîtier et une électrode qu’à ces patients répondeurs. À ce jour, deux systèmes ont été développés :
- la stimulation du rameau auriculaire du nerf vague au niveau de l’oreille a déjà fait l’objet de plusieurs études dans le traitement de l’épilepsie réfractaire, mais avec des résultats variables ;
- la stimulation cutanée dans la région antérolatérale du cou sur le trajet du nerf vague a été principalement étudiée pour traiter les céphalées primaires et a donné des résultats favorables.

Toutefois, d’autres recherches seront nécessaires pour valider l’efficacité de ces dispositifs non invasifs et pour déterminer la localisation et les paramètres optimaux de la stimulation.

### Stimulation du rameau auriculaire
Le rameau auriculaire du nerf vague est stimulé au niveau de la peau de l’oreille externe. L'électrode se place dans l'oreille gauche si l'on vise le système digestif. Le nerf vague droit n'innerve principalement que les organes au dessus du diaphragme, principalement arbre respiratoire et cœur. Le nerf vague gauche traverse le diaphragme pour innerver les organes abdominaux et du petit bassin, tube digestif, organes associés et système immunitaire (Tissu lymphoïde associé au tube digestif ou GALT pour « Gut associated Lymphoïd Tissue »). L'électrode se place idéalement au niveau de la cymba conchea, partie supérieure de la racine de l'hélix du pavillon auriculaire, mais en cas de difficulté anatomique, elle peut se placer directement dans le conduit auditif.
Des études d’imagerie par résonance magnétique fonctionnelle (IRMf) indiquent que la stimulation de cette région entraîne l’activation des mêmes structures intracrâniennes que pour la SNV invasive. Plusieurs dispositifs de SNVt sont déjà commercialisés, comme le NEMOS® (Cerbomed, Erlangen, Allemagne), le NET-1000, le NET-2000 et le NET-3000 (Auri-Stim Medical, Denver, CO, États-Unis) et le Parasym (Parasym Health, Helsinki, Finlande). Ces appareils fournissent une stimulation par le biais d’une électrode fixée à un embout auriculaire ou à un petit clip à appliquer dans ou sur l’oreille.

#### Epilepsie réfractaire
Il est conseillé d’utiliser l’appareil pendant une à quatre heures, 3 à 4 fois par jour. L’intensité de la stimulation peut être réglée par le patient ou par le dispensateur des soins. Toutefois, il subsiste encore beaucoup d’incertitude quant à la localisation et à la durée optimales de la stimulation et concernant les paramètres les plus efficients.
La SNVt a déjà fait l’objet de plusieurs études dans le traitement de l’épilepsie réfractaire, avec des résultats variables. Une première étude randomisée contrôlée par placebo en 2014 a indiqué une réduction significativement plus importante des crises avec la SNVt par rapport au placebo. Cependant, ce résultat n’a pas pu être reproduit dans une deuxième étude randomisée contrôlée par placebo en 2016. Actuellement, en 2019, l’étude TRACE est menée à l’UZ Gent  en Belgique, en collaboration avec l’hôpital universitaire de Copenhague. Elle inclut des recherches supplémentaires visant à examiner quelle peut être la valeur à long terme de la SNVt dans le traitement de l’épilepsie réfractaire.

#### Autres indications
Par ailleurs, la SNVt est également étudiée en tant que traitement de la douleur, des acouphènes et de la fibrillation auriculaire. Les effets indésirables signalés le plus fréquemment avec cette technique sont des maux de tête et des douleurs, rougeurs, gonflements ou démangeaisons au site de la stimulation, ainsi que les nausées et la fatigue,.

### Stimulation au niveau du cou
Un deuxième système de stimulation du nerf vague non invasive s’applique au moyen du dispositif Gammacore© (electroCore LLC, Basking Ridge, NJ, États-Unis). La stimulation s’effectue au niveau de la peau de la région antérolatérale du cou, en regard du trajet du nerf vague. On choisira également le côté droit ou gauche, en fonction de la cible, cardiaque ou gastro-intestinale respectivement.
Le Gammacore© est un appareil portable constitué d’un générateur d’impulsions, d’une interface utilisateur et de deux électrodes en contact avec la peau. L’appareil fournit durant deux minutes une stimulation dont l’amplitude est réglable. Cependant, même avec cette forme de stimulation, il subsiste beaucoup d’incertitude concernant les paramètres les plus efficients ainsi que la durée et la fréquence optimales de la stimulation. Une nouvelle version a été développée, le Gammacore Sapphire©, qui inclut une pile rechargeable.

#### Indications
Le Gammacore© est principalement utilisé pour traiter la céphalée primaire. En l'associant au traitement standard, on observe une amélioration significative aussi bien des accès de céphalée que dans la prévention de la migraine et de l’algie vasculaire de la face,,,.
De plus, le dispositif est également étudié pour traiter l’épilepsie, les troubles gastro-intestinaux, la dépression, les troubles anxieux et la maladie de Parkinson, où le rôle pathogène du nerf vague est mis en évidence.
Les effets indésirables signalés le plus fréquemment sont des douleurs faciales, des troubles gastro-intestinaux, des maux de tête, des spasmes oculaires, des étourdissements, des maux de gorge, des douleurs cervicales, des paresthésies et une rhino-pharyngite,,,.
Enfin, des fonctions spécifiques du nerf vague pourraient être influencées en stimulant ce nerf à d'autres endroits en utilisant des dispositifs adaptés. Ce développement pourrait conduire à une grande variété d’options thérapeutiques ciblées faisant intervenir le nerf vague et la SNV. 